# Edward Bernays

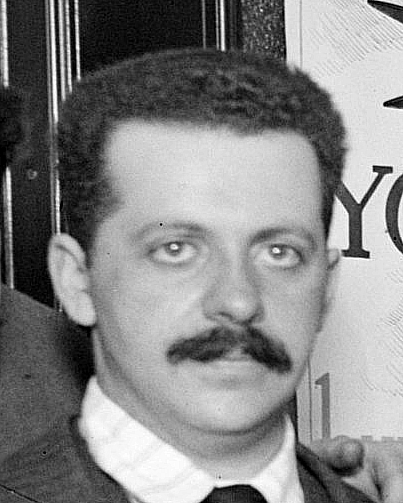
Edward Bernays, 1917

Stamboom van Edward Bernays

Edward Louis Bernays (Wenen, 22 november 1891 – New York, 9 maart 1995) was een van de grondleggers van de communicatievorm propaganda, wat later tot public relations werd gedoopt. Hij gebruikte een interpretatie van de psychoanalytische theorie van Sigmund Freuds - Bernays' oom - en paste die in de jaren twintig voor het eerst tactisch toe op het grote Amerikaanse publiek. Het doel was om het onderbewustzijn te manipuleren.
Bernays verspreidde zijn theorie onder het Amerikaanse bedrijfsleven, zodat bedrijven mensen producten kon laten kopen die ze wilden, in plaats van die ze nodig hadden. De idee daarachter was om (massaproductie)artikelen te verbinden aan onbewuste verlangens van het grote publiek. Verkooptactieken die - met dank aan Bernays - in die tijd worden toegepast, zijn bijvoorbeeld:
- Grootschalige pr-stunts.
- Het verbinden van beroemdheden en producten.
- Het erotiseren van artikelen zoals sigaretten.
- Producten presenteren als logisch overeenkomend met een bepaald imago (bijvoorbeeld rokende vrouwen met een imago van vrijheid en zelfstandigheid).

Bernays wilde zijn tactieken ruimer toepassen dan alleen om een afzetmarkt te creëren. Dat resulteerde in politieke tactieken, die met name neoconservatief Amerika omarmde.

## Documentaire
Adam Curtis maakte in 2002 voor de BBC een serie programma's genaamd The Century of the Self. De eerste twee delen van dat (vierdelige) programma (de delen Happiness Machines en The Engineering of Consent) gaan voor een belangrijk deel over Bernays' ideeën aangaande beïnvloeding van de massa en in welke mate die van invloed zijn geweest op het grote publiek en nog steeds zijn.

## Guatemala
Sinds 1941 was Bernays verbonden aan de United Fruit Company, die omvangrijke bananenplantages in Midden- en Zuid-Amerika bezat. Bernays' pr-werkzaamheden concentreerden zich de eerste tien jaar op de boodschap dat bananen gezond waren. Maar in 1951, toen in Guatemala een linkse regering werd gekozen, waar het bedrijf 70% van de grond bezat, begon hij aan een campagne van framing en desinformatie over de "pro-communistische en anti-Amerikaanse gezindheid" van president Jacobo Arbenz. Deze boodschap viel in de dagen van senator Joseph McCarthy in vruchtbare aarde. Bernays nam zelfs een groep journalisten mee naar Guatemala om ze daar te confronteren met de militantste vakbondsleiders. Zo maakte hij de geesten rijp voor de rechtse staatsgreep, die Arbenz in 1954 ten val bracht.